# Diadegma elongatum
Diadegma elongatum là một loài tò vò trong họ Ichneumonidae.